# Castellia
Castellia Tineo é um género botânico pertencente à família Poaceae, subfamília Pooideae, tribo Poeae.
Suas espécies ocorrem na África, Europa e Ásia. Ocorre em espaços aberto e secos.
São plantas herbáceas anuais, com até 1 metro de altura. São plantas bissexuais com inflorescências num racemo ou num panículo.

## Espécies
- Castelia cuneato Cav.
- Castellia tuberculata Tin.
- Castellia tuberculosa (Moris) Bor
  - Planta anual que pode atingir 1 metro de altura. As folhas, em forma de lâmina, podem atingir os 25 cm. O fruto á uma cariopse.
  - Sinónimo: Catapodium tuberculosum Moris